# Myxomatose

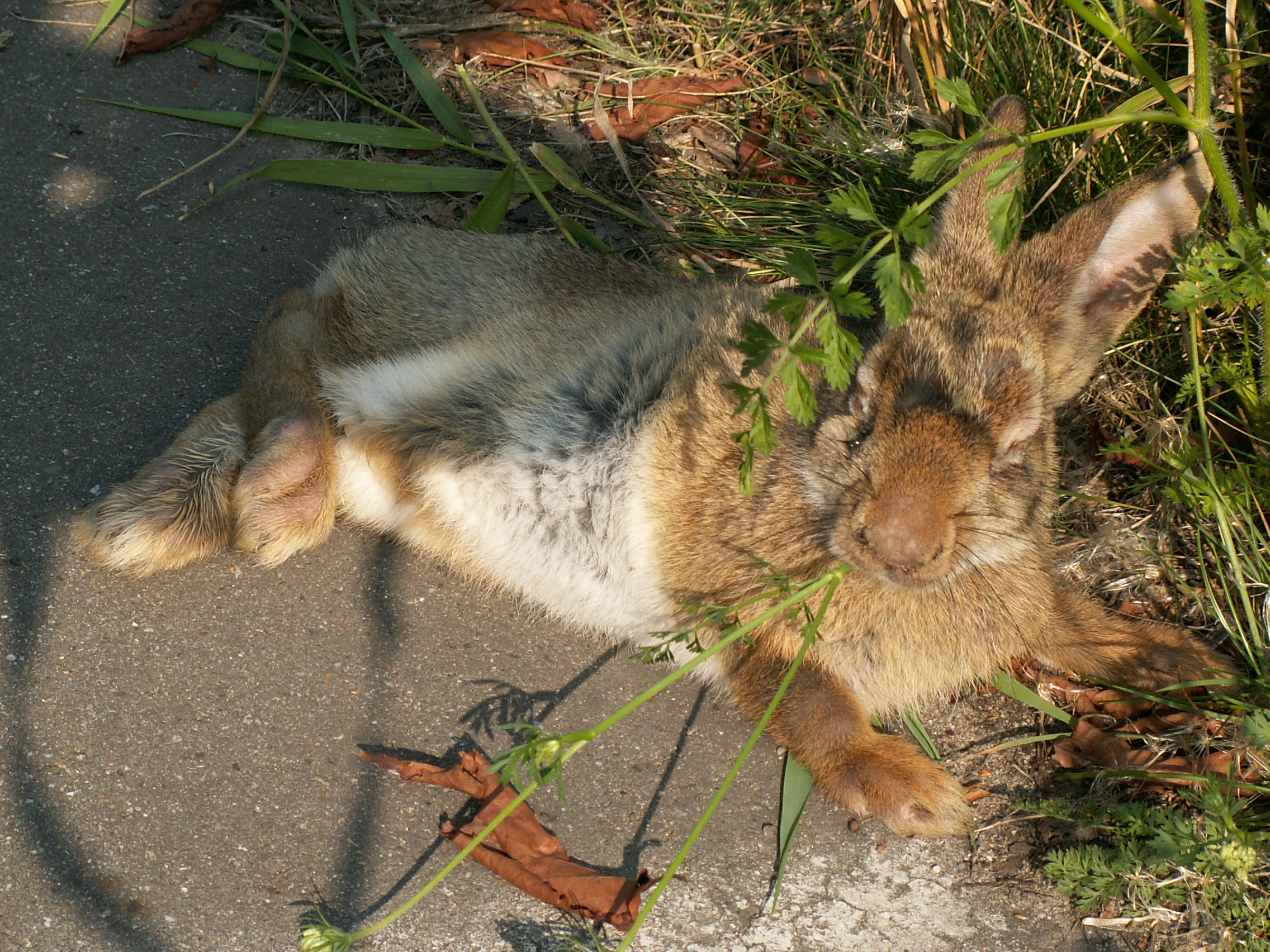
Konijn met myxomatose

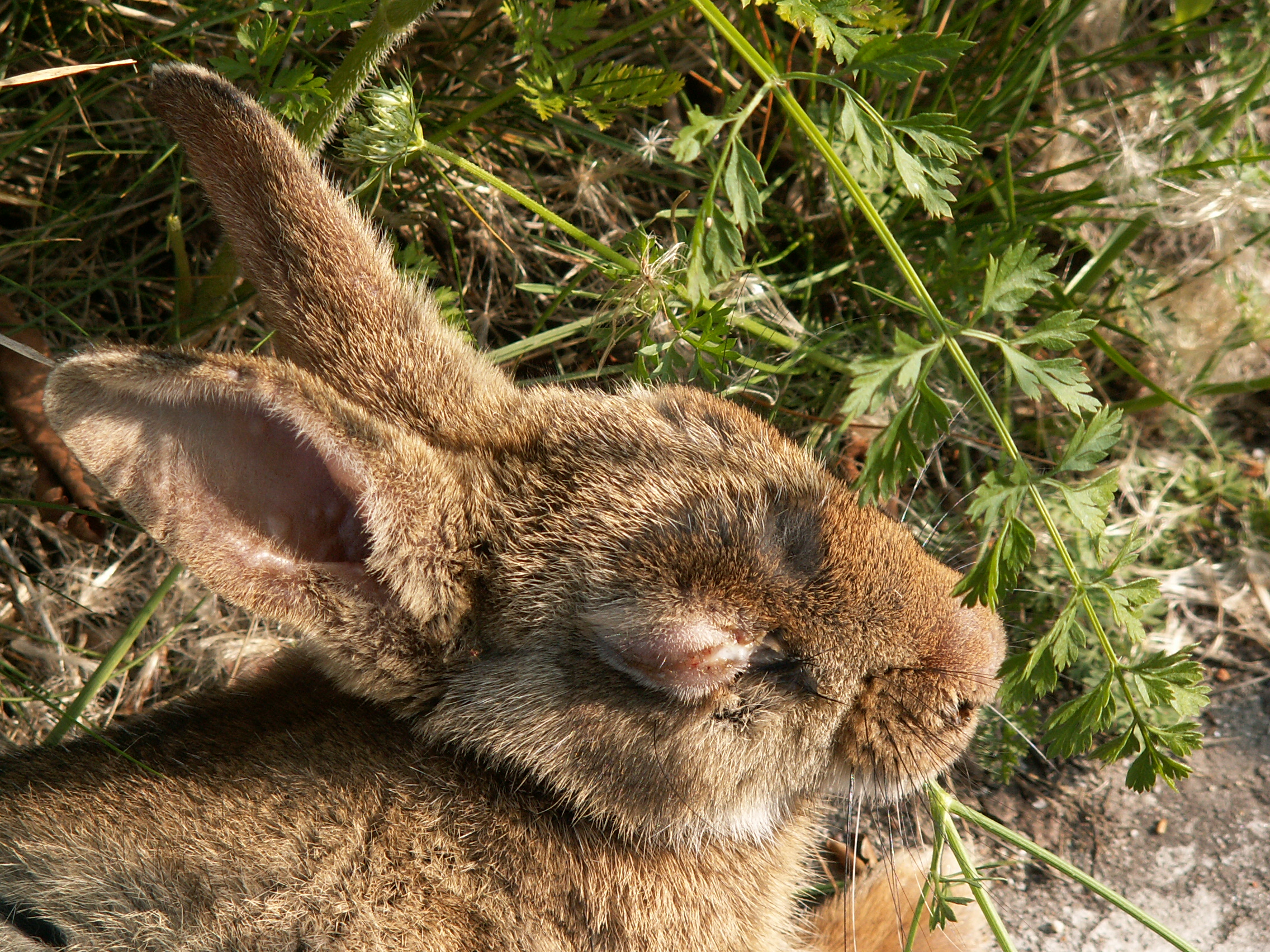
Konijn met myxomatose

Myxomatose is een virusziekte bij konijnen. Ze wordt verspreid door dragers zoals muggen en konijnenvlooien en door onderlinge besmetting via contact, urine of andere virus-houdende lichaamsvloeistoffen. De ziekte kent een tweejaarlijkse piek in de zomermaanden. Het is mogelijk dieren tegen de aandoening, die vaak tot de dood leidt, te vaccineren.

## Oorsprong
Het myxomavirus behoort tot de pokkenvirussen (familie poxviridae, genus Leporipoxvirus). Het komt van nature voor bij het Braziliaans konijn (Sylvilagus brasiliensis), waarbij het echter slechts milde ziekteverschijnselen veroorzaakt. Het virus is ook aangetroffen bij het Californische Bachmankonijn (Sylvilagus bachmani).

## Symptomen
De oorspronkelijke vorm van myxomatose gaf een sterfte van meer dan 90% en het ziektebeeld was goed te herkennen. Het begon met vlekken in de oren die zich ontwikkelden tot tumoren op de kop en rond de geslachtsorganen. De konijnen ontwikkelden bindvliesontsteking die kon leiden tot blindheid en ontwikkelden koorts, werden lusteloos en verloren hun eetlust. Vaak ontwikkelden zich secundaire infecties, die longontsteking konden veroorzaken. Het konijn overleed meestal aan de ziekte zelf of aan secundaire infecties, bovendien zijn zieke of blinde konijnen makkelijke prooien voor roofdieren.
De laatste jaren heeft de ziekte een ander karakter aangenomen, veel minder typisch en minder dodelijk. Omdat het ook minder herkenbaar is wordt vaak te laat ingegrepen. De eerste week vertonen de aangetaste konijnen alle tekenen van "snot", een pasteurellabesmetting. Het begint met rood-omrande, maar niet-tranende ogen. Daarna begint het konijn te niezen waardoor men denkt aan snot. Pas de tweede week beginnen de myxomatose-tumoren zich te ontwikkelen. Deze vorm van de ziekte, ook wel de wildvorm genoemd, is ook overdraagbaar van konijn op konijn zonder de tussenkomst van stekende insecten. Hazen zijn resistent voor de ziekte maar kunnen deze wel overdragen. Doordat de ziekte minder dodelijk werd, maar ook omdat de konijnen resistentie tegen de ziekte ontwikkelden namen de sterftecijfers af.
Hoewel er vaccinatie mogelijk is bestaat er geen behandeling tegen myxomatose. Men kan slechts palliatieve zorg bieden in de hoop dat het konijn de ziekte zelf de baas wordt en overleeft. In praktijk worden konijnen met myxomatose door dierenartsen geëuthaniseerd om hun lijden te beëindigen.

## Opzettelijke verspreiding
De ziekte is meermaals ingezet om de konijnenpopulatie te reduceren. Het succes hiervan is omstreden omdat resistente konijnen de ziekte overleven en zich voortplanten, waardoor een resistente populatie ontstaat. Bovendien werd de ziekte in de loop der jaren minder dodelijk. Het virus bleef verder de konijnen van konijnenfokkers en huisdierenbezitters treffen die vaak niet de resistentie hadden die wilde konijnenpopulaties hadden opgebouwd.
In Australië waren konijnen die er door de mens waren geïntroduceerd en geen natuurlijke vijanden hadden, een ware plaag geworden die het land kaalvraten. In 1938 werden de eerste proeven met het virus in Australië gedaan, waarna het virus met opzet werd verspreid en in 1953 een ware epidemie veroorzaakte. De konijnenpopulatie daalde van 600 tot 100 miljoen in twee jaar. Door toenemende resistentie kon de populatie zich echter herstellen.
Op 14 juni 1952 introduceerde Dr. Paul Armand Delille, een arts in Frankrijk, het virus in Europa vanuit een laboratorium in Rio de Janeiro. Hij had last van konijnen op zijn omheinde landgoed. Het virus heeft zich van daaruit over Europa verspreid, volgens Delille zelf doordat stropers van zijn landgoed geïnfecteerde dieren hadden meegenomen, maar natuurlijke verspreiding van de ziekte is waarschijnlijker. In enkele jaren was het gehele Europese continent besmet en werd de wilde konijnenpopulatie gedecimeerd. In Nederland werd het eerste zieke konijn gesignaleerd in september 1953. De komst van de ziekte werd algemeen als ongewenst gezien.
In 1953 werd de Britse konijnenpopulatie opzettelijk besmet door zieke konijnen op verschillende locaties in het land vrij te laten. 99% van de Britse konijnen stierf, maar nadien herstelde de populatie zich.
Het jaar daarop, 1954, werd de ziekte opzettelijk in Ierland geïntroduceerd door Ierse konijnen in te wrijven met de huid van een aan myxomatose gestorven Brits konijn en ze vervolgens vrij te laten. Binnen enkele jaren was de hele Ierse konijnenpopulatie besmet.